# Đèo Khau Thăm
Đèo Khau Thăm là đèo trên Đường tỉnh 254 ở vùng đất xã Ngọc Phái huyện Chợ Đồn tỉnh Bắc Kạn, Việt Nam .
Đèo ở cách thị trấn Bằng Lũng 22°09′31″B 105°35′45″Đ / 22,158717°B 105,595872°Đ cỡ 8 km về hướng bắc theo ĐT254, ở thôn Bản Cuôn II . Đường tỉnh 254 ở đoạn này nối Bằng Lũng lên khu du lịch Hồ Ba Bể 22°24′15″B 105°37′11″Đ / 22,404037°B 105,619804°Đ.